# 오토마리 지청
오토마리 지청(일본어: 大泊支庁)은 가라후토 청의 지청 중 하나이다. 지청 소재지는 오토마리 정이다.